# 三號布恩斯泰申鎮區 (北卡羅萊納州阿拉曼斯縣)
三號布恩斯泰申鎮區（英語：Township 3, Boone Station）是位於美國北卡羅萊納州阿拉曼斯縣的一個鎮區。

## 地方資料
三號布恩斯泰申鎮區的面積為65.53平方千米，皆為陸地。根據2020年美國人口普查的數據，當地共有人口32213人，而人口密度為每平方千米491.58人。